# Торрес, Альберт
Альберт Торрес Барсело (исп. Albert Torres Barceló); (род. 26 апреля 1990, Сиудадела) — испанский профессиональный трековый и шоссейный велогонщик, выступающий с 2020 года за команду мирового тура «Movistar Team».Чемпион мира по велоспорту на треке в дисциплине мэдисон (2014). Призёр чемпионатов мира, победитель и призёр этапов Кубка мира, четырёхкратный чемпион Европы, многократный чемпион Испании. Участник Олимпийских игр 2012 года (6-е место, трек, командная гонка преследования).

## Достижения

### Трек
2007
3-й  Чемпионат Европы — Индивидуальная гонка преследования (юниоры)
2008
1-й  Чемпион Европы — Индивидуальная гонка преследования (юниоры)
1-й  Чемпион Испании — Командная гонка преследования
2-й  Чемпионат Европы — Гонка по очкам (юниоры)
2009
8-й Чемпионат мира — Омниум
2010
1-й  Чемпион Испании — Мэдисон
2011
1-й  Чемпион Испании — Мэдисон
1-й  Чемпион Испании — Командная гонка преследования
1-й  Чемпион Испании — Гонка по очкам U23
2-й Кубок мира по трековым велогонкам 2010-2011 — Командная гонка преследования, Пекин
3-й  Чемпионат Европы — Индивидуальная гонка преследования U23
2012
1-й Кубок мира по трековым велогонкам 2011-2012 — Гонка по очкам, Лондон
1-й  Чемпион Испании — Мэдисон
1-й  Чемпион Испании — Гонка по очкам
1-й  Чемпион Испании — Командная гонка преследования
2-й  Чемпионат Европы  — Индивидуальная гонка преследования U23
2-й Кубок мира по трековым велогонкам 2011-2012 — Скрэтч, Пекин
3-й  Чемпионат Европы — Мэдисон U23
3-й Кубок мира по трековым велогонкам 2011-2012 — Мэдисон, Пекин
5-й Чемпионат мира — Командная гонка преследования
5-й Чемпионат мира — Мэдисон
6-й Летние Олимпийские игры — Командная гонка преследования
2013
1-й Кубок мира по трековым велогонкам 2013-2014 — Мэдисон, Агуаскальентес
1-й  Чемпион Испании — Мэдисон
1-й  Чемпион Испании — Командная гонка преследования
2-й  Чемпионат мира — Мэдисон
2-й  Чемпионат Европы — Мэдисон
10-й Чемпионат мира — Скрэтч
2014
1-й  Чемпион мира — Мэдисон
1-й  Чемпион Испании — Гонка по очкам
1-й  Чемпион Испании — Командная гонка преследования
2-й Чемпионат Испании — Индивидуальная гонка преследования
3-й Чемпионат Испании — Мэдисон
5-й Чемпионат мира — Командная гонка преследования
2015
1-й  Чемпион Европы — Мэдисон
1-й  Чемпион Испании — Гонка по очкам
1-й  Чемпион Испании — Командная гонка преследования
2-й  Чемпионат мира — Скрэтч
2-й Чемпионат Испании — Скрэтч
4-й Чемпионат мира — Мэдисон
10-й Чемпионат мира — Командная гонка преследования
2016
1-й  Чемпион Европы — Мэдисон
1-й  Чемпион Европы — Омниум
1-й Кубок мира по трековым велогонкам 2016-2017 — Мэдисон, Глазго
1-й  Чемпион Испании — Индивидуальная гонка преследования
1-й  Чемпион Испании — Мэдисон
1-й  Чемпион Испании — Скрэтч
1-й  Чемпион Испании — Командная гонка преследования
1-й Шесть дней Роттердама
2-й Кубок мира по трековым велогонкам 2016-2017 — Омниум, Апельдорн
3-й  Чемпионат мира — Мэдисон
3-й Чемпионат Испании — Гонка по очкам
2017
1-й  Чемпион Европы — Омниум
1-й  Чемпион Испании — Индивидуальная гонка преследования
1-й  Чемпион Испании — Мэдисон
1-й  Чемпион Испании — Гонка по очкам
1-й  Чемпион Испании — Скрэтч
1-й  Чемпион Испании — Командная гонка преследования
3-й  Чемпионат мира — Омниум
3-й Кубок мира по трековым велогонкам 2017-2018 — Омниум, Манчестер
7-й Чемпионат мира — Мэдисон
2018
1-й Кубок мира по трековым велогонкам 2018-2019 — Омниум, Сент-Квентин-ан-Ивелин
1-й  Чемпион Испании — Скрэтч
1-й  Чемпион Испании — Командная гонка преследования
1-й Шесть дней Пальма-де-Мальорка
2-й  Чемпионат мира — Мэдисон
2-й Кубок мира по трековым велогонкам 2018-2019 — Омниум, Берлин
2-й Чемпионат Испании — Мэдисон
3-й Кубок мира по трековым велогонкам 2018-2019 — Омниум, Лондон
2019
1-й  Чемпион Испании — Индивидуальная гонка преследования
1-й  Чемпион Испании — Мэдисон
1-й  Чемпион Испании — Гонка по очкам
1-й  Чемпион Испании — Скрэтч
1-й  Чемпион Испании — Омниум
1-й  Чемпион Испании — Командная гонка преследования
3-й Кубок мира по трековым велогонкам 2019-2020 — Мэдисон, Минск
5-й Чемпионат мира — Мэдисон
6-й Чемпионат мира — Омниум

### Шоссе
2008
1-й  Чемпион Испании — Групповая гонка (юниоры)
2010
1-й  Чемпион Испании — Групповая гонка U23
3-й Чемпионат Испании — Индивидуальная гонка
2012
2-й Чемпионат Испании — Индивидуальная гонка
2016
6-й Trofeo Campos, Porreres, Felanitx, Ses Salines
10-й Trofeo Felanitx-Ses Salines-Campos-Porreres
2017
1-й — Этап 2 Vuelta a la Independencia Nacional
5-й Vuelta a La Rioja
2018
6-й Trofeo Palma